# Alojzy Feliński
Alojzy Feliński (1771 à Loutsk - 23 février 1820 à Kremenets) est un écrivain, poète, dramaturge et historien polonais.